# Schafferinnenmahl
Das Schafferinnenmahl in Bremen ist ein jährlich im Haus der Bremischen Bürgerschaft stattfindendes Forum für frauenpolitische Themen. Ziel der Veranstaltung ist es nach eigenem Verständnis, parteiübergreifend Netzwerke unter Frauen zu entwickeln.
Zu diesem Festmahl werden an einem Tag im Herbst etwa 100 Frauen eingeladen sowie ein Ehrengast als Referentin zu einem frauenpolitischen Thema. Ausgerichtet wird die als bundesweit einmalig geltende Veranstaltung von „SPD FRAUEN – Arbeitsgemeinschaft sozialdemokratischer Frauen“.
Gegründet wurde das Schafferinnenmahl 1975 als Protestveranstaltung gegen die renommierte, auf die Renaissancezeit zurückgehende Schaffermahlzeit der Bremischen Wirtschaftsspitzen und Kapitäne der Stiftung Haus Seefahrt, die Frauen bei der als Networking der Bremischen Wirtschaftselite und Aushängeschild der Hansestadt geltenden Veranstaltung bislang fast völlig ausschlossen.

## Politisches Umfeld der Gründung 1975
Im Jahr 1975, dem Internationalen Jahr der Frau und ein Hochpunkt der Neuen Frauenbewegung in Deutschland und der Bremer Frauenbewegung, wurde in Bremen von der Arbeitsgemeinschaft sozialdemokratischer Frauen (ASF) das Schafferinnenmahl ins Leben gerufen. Die Frauen der ASF waren es leid, vergeblich die Berücksichtigung von Frauen auf der Gästeliste der exklusiv mit männlicher Prominenz aus Wirtschaft, Politik und Kultur besetzten Schaffermahlzeit einzufordern. Das Schafferinnenmahl findet seither als festliches Mahl in jedem Herbst im Haus der Bremischen Bürgerschaft statt, was als eine bewusste Ortswahl verstanden wird, da dort politische Entscheidungen gefällt werden und die demokratischen und sozialen Rechte der Bürgerinnen Gesetzesform erhalten.

## Zielsetzungen und Öffentlichkeitswahrnehmung
Ziele der Schafferinnen sind es, frauenpolitischen Themen ein Forum zu geben, auch durch die Wahl namhafter Ehrengäste als Referentinnen, aber gerade auch auf gesellschaftlich wichtige Beiträge von Frauen mit geringerem Bekanntheitsgrad aufmerksam zu machen. Grundlegende Zielsetzung ist ein Networking zur Förderung der Solidarität unter Frauen durch Gedankenaustausch, gegenseitige Ermutigung und gemeinsames Handeln.
Die Medienwahrnehmung dieses bewussten Gegenentwurfs zur Schaffermahlzeit ist im Vergleich zu dieser trotz der von Parlamenten und Gesetzgebung hoch eingestuften gesellschaftlichen Zielsetzungen und renommierter, teils weithin bekannter Referentinnen wie Jutta Limbach, Margot Käßmann oder Heide Simonis sehr viel geringer.

## Die Referentinnen und ihre Themen seit 1975
Die Liste entspricht der Aufstellung auf der Homepage der AsF Bremen.
| Jahr | Referentin                       | Themen (Stichwortsortierung)                                                                         |
| ---- | -------------------------------- | --- |
| 1975 | Katharina Focke                  | Das internationale Jahr der Frau                                                                     |
| 1976 | Marie Schlei                     | Die Rolle der Frau in Beruf und Gesellschaft                                                         |
| 1977 | Anke Fuchs                       | Die Frauen in der Männerwelt                                                                         |
| 1978 | Inge Donnepp                     | Vorurteile gegen Frauen – Hindernis für Chancengleichheit                                            |
| 1979 | Eva Rühmkorf                     | Gleichberechtigung von Frauen                                                                        |
| 1980 | Antje Huber                      | Frauen müssen selber kämpfen                                                                         |
| 1981 | Heidemarie Wieczorek-Zeul        | Rechte der Frauen in der EG                                                                          |
| 1982 | Lydie Schmit                     | Gemeinsam wären wir stark                                                                            |
| 1983 | Heinke Salisch                   | Arbeitsmarktpolitik                                                                                  |
| 1984 | Herta Däubler-Gmelin             | Das Recht der Frauen nach der Wende                                                                  |
| 1985 | Brunhilde Peter                  | Schritte zur Gleichheit                                                                              |
| 1986 | Ursula Engelen-Kefer             | Arbeitsplätze statt Arbeitslosenhilfe                                                                |
| 1987 | Anke Martiny                     | Gleichstellung von Mann und Frau in der Gesellschaft                                                 |
| 1988 | Christa Randzio-Plath            | Frauenrecht ist Menschenrecht                                                                        |
| 1989 | Susanne Müller                   | Das Alter als Chance                                                                                 |
| 1990 | Heide Pfarr / Angelika Barbe     | Frauendialog Ost/West                                                                                |
| 1991 | Ingrid Matthäus-Maier            | Frauen auf neuen Wegen – zu neuen Zielen                                                             |
| 1992 | Regine Hildebrandt               | Recht auf Arbeit ist auch Frauenrecht                                                                |
| 1993 | Monika Griefahn                  | Unseren Kindern eine gesunde Gegenwart und Zukunft                                                   |
| 1994 | Jutta Limbach                    | Frauen im Recht                                                                                      |
| 1995 | Barbara Simons                   | Frauen verwandeln die Welt – solidarisch vor Ort, solidarisch weltweit                               |
| 1996 | Karin Junker                     | Mit Frauen rechnen                                                                                   |
| 1997 | Karin Jöns                       | Europa – eine Chance für Frauen?                                                                     |
| 1998 | Annelie Keil                     | Frauen zwischen Arbeit, Ehrenamt und Selbsthilfe                                                     |
| 1999 | Helga Schuchardt                 | Frauenförderung ist Hochschulreform – Frauenforschung ist Wissenschaftskritik                        |
| 2000 | Claudia Schumann                 | Weiblichkeit ist keine Krankheit, oder: Was ist für Frauen gesund?                                   |
| 2001 | Margot Käßmann                   | Wertewandel im Leben von Frauen                                                                      |
| 2002 | Ute Canaris                      | Die Kulturarbeit ist weiblich – Frauen in der Kulturarbeit                                           |
| 2003 | Ingelore Rosenkötter             | Frauen im Sport                                                                                      |
| 2004 | Ruth Becker                      | Stadtplanung in Frauenhand                                                                           |
| 2005 | Bärbel Dieckmann                 | Demografische Entwicklung – Herausforderung für die Politik in den Kommunen                          |
| 2006 | Jutta Allmendinger               | Frauen und Dienstleistungen                                                                          |
| 2007 | Uta Hannemann                    | FRAUEN WOLLEN MEE(H)R                                                                                |
| 2008 | Heide Simonis                    | Frauen in den Medien                                                                                 |
| 2009 | Susanne Klingner                 | Der Feminismus im 21. Jahrhundert                                                                    |
| 2010 | Heidi Merk                       | Ehrenamt – typisch Frau?                                                                             |
| 2011 | Seyran Ateş                      | Vielfalt leben – gemeinsam mehr erreichen                                                            |
| 2012 | Swantje Köbsell                  | Wir lassen uns nicht (be-)hindern: Frauen in Bewegung diskutieren die UN-Behindertenrechtskonvention |
| 2013 | Luka Lübke, Bärbel Ehrmann-Köpke | Was Frauen anrichten – wir kochen schon wieder                                                       |
| 2014 | Manuela Schwesig                 | 40 Jahre – (k)ein Grund zum Feiern?                                                                  |
| 2015 | Yasemin Karakaşoğlu              | Frauenberufe – ein Reichtum unserer Gesellschaft                                                     |
| 2016 | Ursula Schele                    | Frauen sind unschlagbar                                                                              |
| 2017 | Maria Noichl                     | Arbeit der Zukunft – eine Frauensicht                                                                |
| 2018 | Andrea Nahles                    | 100 Jahre Frauenwahlrecht                                                                            |
| 2021 | Yvette Gerner                    | Halbe/Halbe – Uns gehört die Hälfte von allem                                                        |
| 2022 | Janneke de Vries                 | Wir können auch Kunst                                                                                |
| 2023 | Marion Salot                     | „Wir verdienen mehr!“ – Lohnungerechtigkeit zwischen den Geschlechtern                               |
| 2024 | Tanja Meier                      | Unsichtbare Heldinnen – An- und Zugehörige in der Pflege                                             |